# Rumbatón
Rumbatón è un singolo dell'artista musicale portoricano Daddy Yankee, pubblicato il 24 marzo 2022 e contenuto nell'album Legendaddy.
È una canzone "reggaeton con influenze bachata" che ricorda il singolo "Lo Que Pasó, Pasó" (2004) di Daddy Yankee, tratto dall'album Barrio Fino — prodotto da Luny Tunes ed Eliel — e presenta quest'ultimo al pianoforte insieme al musicista dominicano Lenny Santos, ex membro degli Aventura, alla chitarra. Ha ricevuto commenti positivi dalla critica musicale, che ha elogiato il suo omaggio alle fusioni tropicali del reggaeton degli anni 2000, e il suo video musicale è stato nominato alla 17ª edizione dei LOS40 Music Awards. A livello commerciale, Rumbatón ha raggiunto la posizione numero 82 nella Billboard Global 200 e la numero uno a Porto Rico, entrando anche nella top 10 in sei paesi e nella top 20 in altri sei, ottenendo la certificazione di platino in Spagna.

## Descrizione
Descritta da lui come "il fiore all'occhiello dell'album", la canzone è stata pubblicata il 24 marzo 2022, contemporaneamente all'album e insieme a un video musicale diretto dal regista domenicano Marlon Peña, che mostra una coppia appena sposata che si unisce a una festa di strada a Puerto Rico. Usa il coro del tema "Báilame" (2006) del duo portoricano Trébol Clan.